# Віма-Маре
Віма-Маре (рум. Vima Mare) — село у повіті Марамуреш в Румунії. Входить до складу комуни Віма-Міке.
Село розташоване на відстані 375 км на північний захід від Бухареста, 33 км на південь від Бая-Маре, 67 км на північ від Клуж-Напоки.

## Населення
За даними перепису населення 2002 року у селі проживали 446 осіб, з них 445 осіб (99,8%) румунів. Рідною мовою 445 осіб (99,8%) назвали румунську.